# Anasimyia lineata
Anasimyia lineata је инсект из реда двокрилаца који припада породици осоликих мува. 

## Опис
Оба пола ове врсте су прилично тамна. Мужјак често има троугласте наранџасте шаре на тергитима, нарочито на тергиту 2. Женке могу имати шаре које су наранџасте или сиве боје на тергитима. Ова врста има снажно избочена уста што је разликује од других врста из рода.  

## Распрострањење
Простире се од Скандинавије до северне ивице Пиринеја и од Ирске источно кроз централну Европу до европских делова Русије, као и преко Сибира до пацифичке обале (Сахалин). 

## Биологија
Уобичајена врста мочварних, влажних предела и канала у којима су присутне биљке као што су велики језерски шаш, рогоз, врба и барска перуника. Одрасли се срећу од априла до августа. Посећују цвеће, нарочито водену менту. Ларве се развијају међу потопљеним трулим биљним остацима. 

## Синоними
- Eurimyia lineata
- Eurimyia stipata
- Lejops lineatus
- Lejops lineatus (Fabricius, 1787)
- Rhingia lineata